# Palliser Bay
Die Palliser Bay ist eine Bucht am Südende der Nordinsel Neuseelands im Südosten von Wellington.
Sie erstreckt sich über 40 km entlang der Cookstraße von Turakirae Head am Südende der Rimutaka Ranges bis zum Cape Palliser, dem südlichsten Punkt der Nordinsel.
Der Ruamahanga River mündet in die Bucht, nachdem er durch den Lake Wairarapa und den direkt an der Küste der Bucht gelegenen Lake Onoke geflossen ist.
In der Küstenregion gibt es mehrere bedeutende geologische Objekte wie die Pūtangirua Pinnacles, Kupe’s Sail und Whatarangi Bluff.

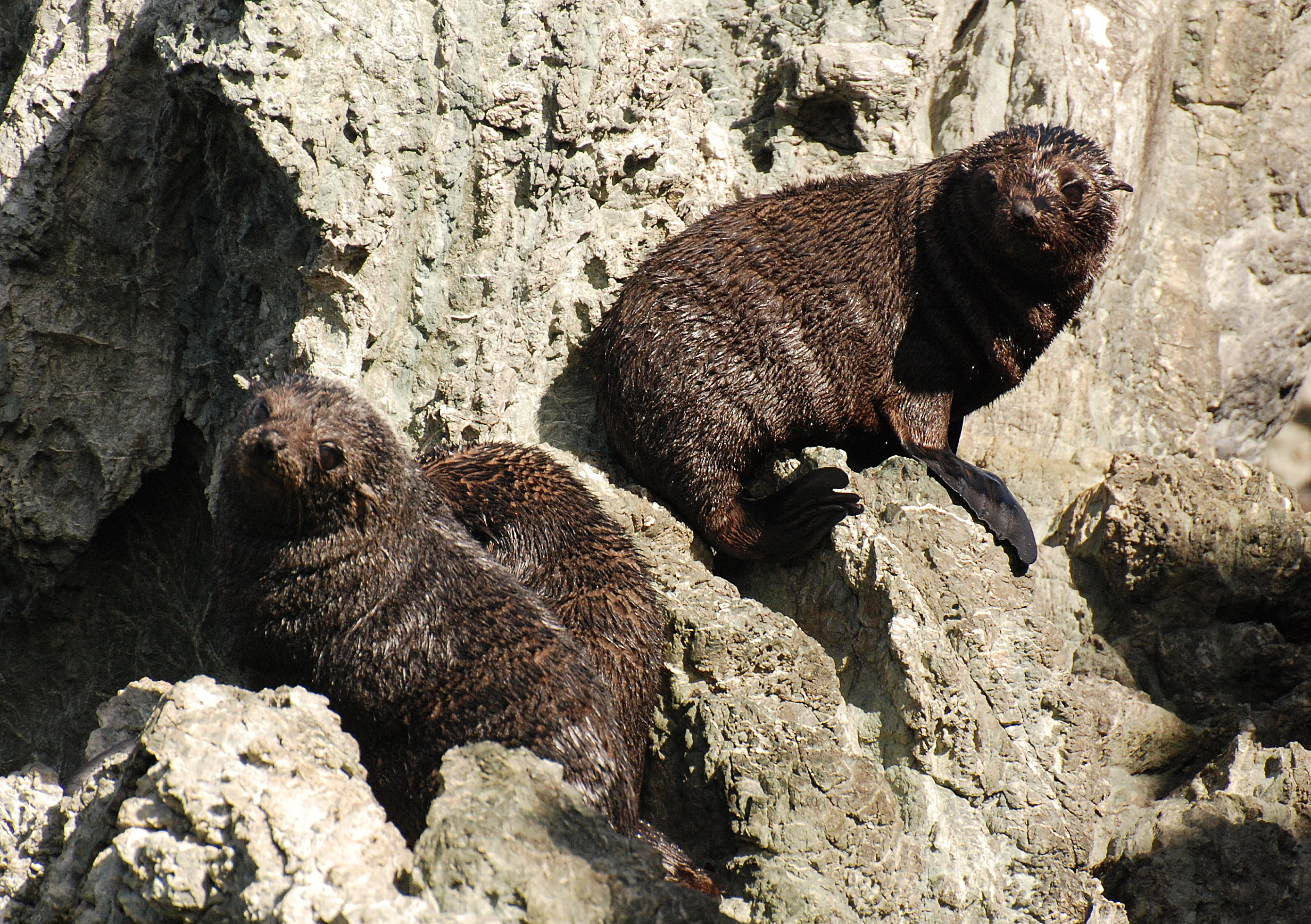
Junge des Neuseeländischen Seebären an der Palliser Bay
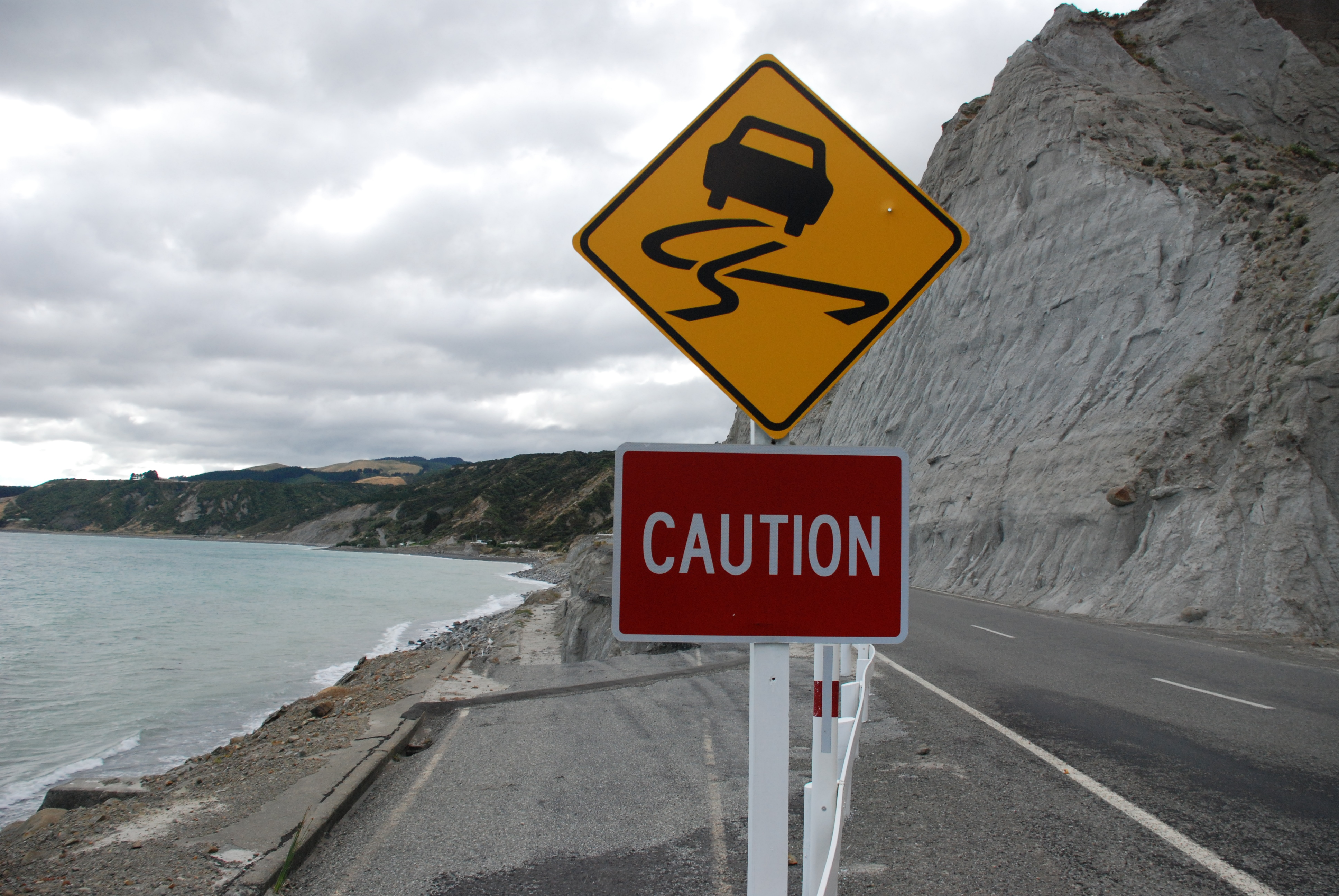
Erodierte Straße bei Whatarangi Bluff an der Palliser Bay